# 熊野市立井戸小学校
熊野市立井戸小学校（くまのしりつ いどしょうがっこう）は、三重県熊野市に位置する公立小学校。熊野市立井戸幼稚園に隣接している。学校教育法の規定により設置された。

## 所在地
〒519-4324　三重県熊野市井戸町238

## 沿革
- 1956年5月 - 校舎屋内運動場 新築
- 1963年12月 - 瀬戸分校講堂 新築
- 1981年4月 - 瀬戸分校 休校
- 1986年12月 - 校舎移転 新築
- 1988年3月 - 屋内運動場 新築
- 1990年2月 - 水泳プール 新設（25メートル・6コース）
- 1993年3月 - 瀬戸分校 廃校

## 著名な出身者
- 河上敢二（熊野市長）